# Diseño estratégico
El diseño estratégico es la aplicación de los principios del diseño orientados al futuro, con el fin de aumentar la capacidad de innovación y competencia de una organización. Las definiciones tradicionales de diseño suelen enfocarse en crear soluciones discretas como un producto, un edificio, un servicio o un mensaje. El diseño estratégico aplica los principios tradicionales de diseño en retos sistemáticos empresariales o sociales a gran escala como el cuidado de la salud, educación y cambios climáticos. Redefine cómo son abordados los problemas, identifica oportunidades de acción y ayuda a entregar soluciones más completas y resistentes.
Sus cimientos residen en el análisis de las tendencias y datos externos e internos, lo que permite tomar decisiones de diseño basadas en hechos y no en la estética o la intuición.
Esta disciplina es mayormente practicada por agencias de diseño o departamentos internos de desarrollo. Los negocios son los principales consumidores de diseño estratégico. Sin embargo, el sector público y las organizaciones sin fines de lucro, también están haciendo un uso creciente de sus métodos y herramientas. 
Sus aplicaciones son variadas, aunque a menudo pretenden fortalecer alguno de los siguientes aspectos de una organización: desarrollo de producto, diseño de servicio, marca o Branding, comunicación y modelo de negocio. 
El diseño estratégico se ha hecho crucial en los años recientes, en la competencia de negocios y organizaciones por su cuota en un mercado rápido y global, ha habido muchos casos de avances de diseño estratégico a lo largo de las décadas. En un creciente mercado competitivo y global, con ciclos rápidos de producto, el diseño estratégico se vuelve cada vez más importante.

## Factores
Los factores que inciden en el diseño estratégico de las organizaciones son:
1. Imaginar el futuro: dejar volar la imaginación sin establecer límites. Todo nace con una idea.
2. Estructurar una cadena de valor para crearlo: amoldar la idea en un prototipo de la realidad.
3. Liderazgo: convertirnos en líderes, poseer las cualidades de un liderazgo emprendedor y creador, basado en el diseño.
4. Personas: es el equipo en el cual recaen las responsabilidades. Se debe rodear de las personas indicadas, que comprendan la importancia de un buen diseño de organización.
5. Cultura: el cual comprende un conjunto de ciencias comunes o patrones, los cuales nos darán fuerza para ejercer un buen liderazgo.
6. Control: controlar la organización a través de una cultura positiva.
7. Estructura de organización: las estructuras de organización no deben ser estáticas, sino que deben reinventarse ciclo tras ciclo.
8. Gestión del cambio y la innovación: generar innovaciones.